# Karl Gottfried von Knobloch
Karl Gottfried von Knobloch (* 12. Oktober 1697 auf Glittehnen in Ostpreußen; † 25. Mai 1764 in Schweidnitz) war ein preußischer Generalmajor, Chef des Infanterieregiments Nr. 29 sowie Kommandant der Festung Schweidnitz. Er war Ritter des Pour le Mérite, Erbherr auf Thieresdorf, Schubkeimen und Wanghusen.

## Leben

### Herkunft
Karl Gottfried war der Sohn von Johann Ehrhard von Knobloch († 1728) und dessen erster Ehefrau Euphosine (Euphemia) Rosina von Tettau († 1713) aus dem Haus Sandlack. Sein Bruder war der preußische Generalmajor Dietrich Erhard von Knobloch. Nach dem Tod seiner Frau heiratete sein Vater im Mai 1714 Veronika Charlotte von Lehndorff aus dem Haus Statzen, Witwe des Friedrich Wilhelm von Tettau.

### Militärkarriere
Knobloch kam zu den Jesuiten nach Rößel, wo er seine Erziehung erhielt. Im Juni 1713 ging er in preußische Dienste und kam zu dem in Bartenstein stationierten Infanterieregiment „Anhalt-Zerbst“ Nr. 8.
Dort war er zunächst drei Monate gemeiner Soldat, danach wurde er zum Junker ernannt. Er solcher nahm er während des Pommernfeldzug 1715/16 an der Belagerung von Stralsund teil. Am 2. September 1717 wurde er Fähnrich, am 27. Dezember 1720 Secondeleutnant und am 13. August 1723 Premierleutnant. Im Jahr 1724 ging er als Werber nach Holstein, was er zur allgemeinen Zufriedenheit erledigte. Am 13. Juli 1728 wurde er zum Stabshauptmann ernannt und wieder auf Werbung geschickt. 1733 hatte er das Pech sich den Fuß zu brechen. Da der Bruch schlecht heilte, ließ er sich den Fuß nach fünf Wochen erneut brechen. Zu seinem Glück verheilte die Verletzung nun besser. Im Mai 1735 erhielt Knobloch seine eigene Kompanie und im Jahr darauf 1736 wurde er in die Schweiz zur Werbung geschickt, was auch sehr erfolgreich verlief.
Im Ersten Schlesischen Krieg wurde er im Heerlager Brandenburg stationiert, das 1741 unter Leopold von Anhalt-Dessau eingerichtet wurde. 1742 kam er zur Armee des Königs in Schlesien. So nahm er am 17. Mai 1742 an der Schlacht bei Chotusitz teil. Am 2. Juni 1742 wurde er Major. Im Zweiten Schlesischen Krieg kämpfte er bei Hohenfriedberg.
Am 31. Dezember 1750 wurde er Oberstleutnant und am 13. September 1753 Oberst. In der Schlacht bei Groß-Jägersdorf führte er eine eigene Brigade. Am 30. April 1758 übernahm Knobloch als Generalmajor das Infanterieregiment „Schulze“ Nr. 29. Im Juni 1758 besetzte er Freiberg und erhielt ein eigenes Korps. Mit dem Korps besetzte er im Februar 1759 Erfurt und drang bis Bamberg vor. Im Juli 1758 kehrte er zurück zur Armee des Königs um ab dem 12. August wieder eine Brigade zu führen. Dieses Mal in der Schlacht bei Kunersdorf. Die Brigade bestand aus jeweils zwei Bataillonen des Infanterieregiments „Prinz Heinrich“ Nr. 35 und des Infanterieregiments „von Golz“ Nr. 24. In der Schlacht traf Knobloch eine Kugel in das rechte Auge. Er wurde nach Stettin gebracht und operiert, wobei ihm die Kugel durch die rechte Kinnbacke herausgeschnitten wurde. Obwohl er noch sehr geschwächt war, wollte er im Frühjahr 1760 wieder zur Armee des Königs. Aber dieser schickte ihn wieder zurück und als die Wunde wieder aufbrach, ging er nach Berlin. Als die Russen und Österreicher im Siebenjährigen Kriegen dorthin vorstießen, versuchte Knobloch zusammen mit Lehwaldt und Seydlitz die Verteidigung zu organisieren. Aber die Verteidiger mussten sich in die Zitadelle Spandau zurückziehen. 
1761 rückte er wieder zur Armee des Königs ein und erhielt ein eigenes Korps, mit dem er in Schlesien gegen die Österreicher operierte. Als die Russen und Tschernyschew (Czernichef) die Stadt Breslau bedrohten, stellte er sich der Armee erfolgreich entgegen. Er vereinigte sich dann wieder mit der Armee des Königs, die sich im Lager bei Bunzelwitz verschanzte. Als das Lager aufgelöst wurde, rückte Knobloch mit seinem Korps nach Polen und Pommern, um die dortigen feindlichen Truppen zu vertreiben.
Im September befand er sich im Korps unter Generalleutnant Dubislaw von Platen, welches die russischen Magazine bei Koblin und Gostin vernichtete. Er kämpfte in Pommern bei Körlin und bei Spie und vereinigte sich mit den Korps unter Eugen von Württemberg, welches das belagerte Kolberg entsetzen sollte. Im Oktober wurde er mit der Garnison von Treptow an der Rega von russischen Truppen eingeschlossen und musste sich am 25. Oktober ergeben. Im April 1762 wurde er unter dem neuen Zar Peter III. wieder freigelassen.
Er ging wieder zur Armee des Königs in Schlesien, der ihm wieder eigene Truppen überließ. Am 14. Oktober 1762 wurde er Kommandant der Festung Schweidnitz. Im Januar 1764 besichtigte er die Reparaturarbeiten an der Festung, als sein Pferd stürzte. Er schien nur leicht verletzt, aber es wurde schlimmer. Am 24. Mai 1764 besuchte ihn der König am Krankenbett und am nächsten Tag verstarb Knobloch.

### Familie
Knobloch war seit dem 10. Juni 1738 mit Sophia Louise Konstantine Drost vom Fisch (siehe Droste zu Hülshoff) verheiratet, mit der er drei Söhne und zwei Töchter hatte.
- Friedrich Wilhelm (* 13. Mai 1739; † 18. Mai 1817) Militär, Generaladjutant von Tauentzien ⚭ N.N. von Börstel
- Charlotte Amalie (* 10. August 1740) ⚭ 22. Juli 1764 Friedrich Wilhelm von Klingsporn
- Karl Gottfried Friedrich (* 24. November 1744; † 2. Januar 1834), Militär, Herr auf Puschkaiten, Schlenbuhnen ⚭ Henriette von Ostau (* 24. Juni 1865; † 1816)
- Anne Albertine Usuline (* 29. November 1746; † 9. November 1818)[1]

⚭ 12. Januar 1765 Friedrich von der Groeben auf Wehlack
⚭ Friedrich Wilhelm Heinrich von Hausen (1739–1818)
- Johann Friedrich Ferdinand (* 5. September 1748) Militär